# Kabinda
Kabinda a Kongói Demokratikus Köztársaság középső részében fekvő Lomami tartomány fővárosa.  Az ország új alkotmányának 2009. februári életbe lépése előtt a város
Kelet-Kasai tartományhoz tartozott.
A város repülőtere a Tunta Airport (IATA: KBN, ICAO: FZWT)
A város a Kabinda római katolikus egyházkerülethez tartozik.

## Története
A második kongói háborúban a kongói erők és a ruandai lázadók közötti harcokban Kabindát feldúlták. A ruandai lázadók nyugatra tartottak, a Mbuji-Mayi környéki gazdag aranybányák felé. A lázadók körülvették és két éven át ostromolták a várost, ennek ellenére sikerült megtartani a város kormány általi irányítását.